# إيرانيو الهند

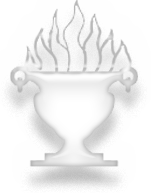

إيرانيو الهند (أردو وفارسي: ایرانی) هم قومية دينية وهي جزء من الزردشتيين الذين يسكنون شبه القارة الهندية. هاجروا من إيران الكبرى (تحديدا من وسط إيران) خلال العقود الأخيرة المنصرمة. تتميز قومية (إيراني) عن القومية الزردشتية الأخرى التي تتواجد في الهند وهي قومية (بارسي) اجتماعياً ولغوياً وثقافياً.